# Théorie du complot maçonnique

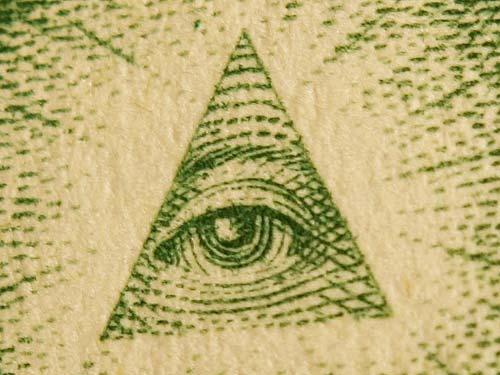
« L’œil qui voit tout », allégorie du pouvoir occulte attribué à la franc-maçonnerie.

La théorie du complot maçonnique est une théorie du complot qui attribue à la franc-maçonnerie des intentions et des actions secrètes, principalement antichrétiennes ou visant à l'établissement de projets politiques, tel celui d'un nouvel ordre mondial.
Cette théorie est principalement diffusée dans les milieux d'extrême droite, intégristes, réactionnaires, monarchistes ou dictatoriaux.

## Analyses et critiques
Selon le chercheur Jean-Philippe Schreiber de l'université libre de Bruxelles, l'expression « synagogue de Satan », appliquée en 1873 à la franc-maçonnerie dans l'encyclique Etsi Multa de Pie IX, puis popularisée et fixée dans l'imaginaire catholique par Mgr Léon Meurin dans son ouvrage La Franc-maçonnerie, Synagogue de Satan [expression tirée de la Bible] en 1893, résume les fantasmes sociaux d'un christianisme refoulé et désemparé devant le dilemme de l'acceptation du monde moderne. Selon cet auteur, pendant tout le XIXe siècle, toute atteinte à l'ordre moral inspiré par l'église catholique, toute tentative de modernisation de la société, sont systématiquement perçues par l'opinion réactionnaire comme provenant d'un complot occulte qu'il s'agit de diaboliser. Selon Alain de Benoist, la maçonnerie s'attribuant elle-même des origines mythiques depuis la construction du temple de Salomon aurait ainsi favorisé l'idée que la conspiration maçonnique est un moteur de l'histoire. Il est invoqué l'interdit fait aux maçons dans les Constitutions d'Anderson de se mêler de politique pour nier un rôle conspirationniste à la maçonnerie. Une interprétation littérale serait pourtant naïve, car si elle ne participe pas en tant qu'institution à un événement politique, elle peut y contribuer grâce à l'action individuelle de ses membres et grâce aux principes qu'elle affirme dans ses loges.

## Thèse du complot maçonnique anti-chrétien
D'après l'auteur Claus Werner, « la thèse du complot maçonnique apparaît pour la première fois dans le Journal de Vienne en 1793, si l'on excepte les allusions de l'abbé Lefranc dans son opuscule de 1791 Le Voile levé pour les curieux, ou le secret de la révolution révélé à l’aide de la franc-maçonnerie ».
À la fin du XIXe siècle, deux religieux catholiques français, George Dillon, Nicolas Deschamps ainsi qu'un jésuite américain, Leonard Feeney, affirmèrent l'existence de liens entre Napoléon Bonaparte et la franc-maçonnerie en vue d'abattre la civilisation chrétienne, semblant oublier le Régime concordataire français qui rétablit la religion catholique en France.
Les liens entre l'Empereur et la maçonnerie sont décrits par exemple par Alexandre Dumas dans un de ses romans. Henri Delassus, militant antimaçonnique, cite et dénonce un article du Journal de Genève de 1881 où un chef de majorité maçon à l'assemblée nationale française mais restant anonyme déclare au journaliste, mais en privé, vouloir briser le catholicisme romain. L'abbé George Dillon dénoncera également des liens entre la Franc-maçonnerie et les carbonari, sur la base du livre de Jacques Crétineau-Joly, L'Église romaine et la Révolution qui dénonça, avec l'approbation du pape Pie IX en 1861 un « complot de la Haute-Vente » (Alta Vendita) au sein des Carbonari.
Le degré maçonnique de chevalier Kadosh est le 30e degré du rite écossais ancien et accepté et fut considéré comme anti-catholique (et non anti-chrétien) par l'édition de 1918 de la Catholic Encyclopedia qui considérait que le rite d'initiation à ce degré comportait une offense à la tiare papale. Julius Evola explique que le 30e degré est d'inspiration templière et associe à l'élément initiatique un élément subversif anti-traditionnel qui en transforme, selon lui, le rite en contre-initiation. Evola prétend que lors du rite, la personne qui l'exécute doit frapper à coup de poignard la couronne et la tiare, les symboles du double pouvoir traditionnel de l'autorité royale et pontificale. Selon lui, ce geste exprimerait le sens des événements que la maçonnerie, en tant que force occulte de la subversion mondiale, aurait favorisé dans le monde moderne dont la Révolution française, la constitution de la démocratie américaine, les mouvements de 1848, la Première Guerre mondiale, la révolution turque et la révolution d'Espagne.
Abel Clarin de La Rive a signalé une relation entre la maçonnerie et le luciferisme dans un texte qu'il présente comme écrit par Albert Pike, Instructions to the 23 Supreme Councils of the World ,. À sa suite, de nombreux auteurs le dénonceront,, tout comme Jack Chick. Abel Clarin de La Rive fut accusé par deux auteurs maçons de citer des sources en relation avec la créature de Léo Taxil et de son canular, Diana Vaughan. Dans un de ses livres, Manly Palmer Hall fait un rapprochement entre Lucifer et la franc-maçonnerie.
Louis Freeland Post dans son livre, Mass Deception: The Catholic Bishops Plot to Destroy the Mass, il accuse la franc-maçonnerie d'infiltrations dans l’Église catholique et suppose son contrôle au plus haut niveau. L'auteur de bandes dessinées, romancier et essayiste Pier Carpi indique dans son essai Les Prophéties de Jean XXIII, qu'en 1935 Angelo Roncalli, le futur pape Jean XXIII, aurait été invité à intégrer une société initiatique de type maçonnique héritière des enseignements rosicruciens à laquelle auraient appartenu dans le passé Louis-Claude de Saint-Martin, le comte de Cagliostro, Joseph Balsamo et le comte de Saint-Germain. Il mentionne également ce qu'il estime être des preuves documentaires de l'initiation maçonnique d'Angelo Roncalli en Turquie. Jacques Duchaussoy écrit dans Mystère et Mission des Rose+Croix que ce que Pier Carpi a condensé dans son livre a dû provoquer en haut lieu des réactions terrifiées car dans la semaine qui suivit la parution en français du livre, celui-ci disparut de chez tous les libraires et l’éditeur répondit que le titre était "épuisé". Dans son livre, la maçonnerie face au monde contemporain, le professeur maçon mexicain Alfonso Sierra Partida, explique comment il essaya de publier dans divers journaux de la ville de Mexico une copie d'un supposé acte d'initiation en maçonnerie dans une loge de Paris qui aurait établi que les profanes Angelo Roncalli (le pape Jean XXIII) et Giovanni Montini (le pape Paul VI) auraient "été élevés le même jour aux augustes mystères de la maçonnerie", ce qui lui fut refusé. Ces deux auteurs évoquent un lien entre leur supposée initiation en loge et la tenue du concile Vatican II dont des milieux catholiques traditionalistes affirment qu'elle est le début de la destruction de la base de l'Église. Piers Compton dans The Broken Cross signale une infiltration de l'Église par les francs-maçons et les Illuminati.
Le Marquis de la Franquerie dénonça des infiltrations de la franc-maçonnerie dans l'Église catholique, en particulier du cardinal Mariano Rampolla del Tindaro. Il dénonça également le cardinal Pietro Gasparri en décriant sa politique qu'il jugeait proche des cercles maçonniques dans des articles de presse et à la hiérarchie catholique. Franco Bellegrandi, camérier du pape Paul VI, signala dans un livre l'existence d'une discussion entre cardinaux pendant la période du concile d'élection du successeur de Pie XII où fut présentée une publication circonstanciée qui accusait d'illégitime l'élection de Jean XXIII car voulue par la franc-maçonnerie et indiquait son appartenance maçonnique depuis l'époque de sa nonciature en Turquie (en). Certaines revues catholiques traditionalistes, ont signalé et cité un article du Journal de Genève de 1966 aussi parue dans le "Quotidien du congrès national brésilien" en 1971 qui citent une prière de tendance maçonnique que le pape Jean XXIII aurait faite du temps de son pontificat.
Il a été signalé un lien important entre la Grande Loge de l'Illinois et le mormonisme ainsi que le fait que cette obédience ait déployé un effort considérable dans la naissance et l'établissement de l'Église de Jésus-Christ des saints des derniers jours. Le 6 avril 1840 fut fondée la Grande Loge de l'Illinois par le général, juge, maçon et patriarche mormon James Adams. La nouvelle Grande Loge s'efforça immédiatement d'entretenir des liens étroits avec la congrégation religieuse fondée par Joseph Smith fils. En peu de temps, la ville de Nauvoo comptait 3 loges et l'État de l'Iowa 2 ; les 5 loges furent nommées les « loges mormones » et comptaient 1 550 frères. Le même Joseph Smith fils fut initié comme apprenti maçon le 15 mars 1842. Le fait est documenté dans les minutes de la loge de Nauvoo correspondant à cette date où l'on précise que Smith Jr. et Sydney Rigdon (un cadre de l'Église) "furent initiés comme apprentis maçons durant la journée". Les 5 premiers présidents de l'Église, Joseph Smith (Comme son père Joseph Smith et son frère Hyrum Smith), Brigham Young, John H. Taylor, Wilford Woodruff et Lorenzo Snow, furent tous initiés à la maçonnerie dans la même loge de Nauvoo[réf. nécessaire]

## Nouvel ordre mondial

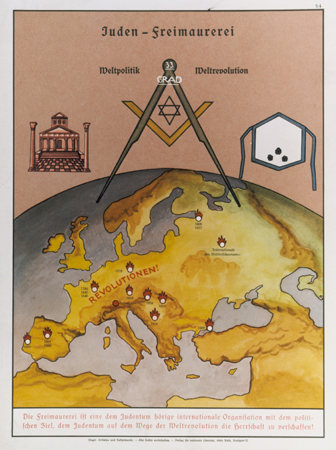
Affiche de propagande allemande de 1935.

En 1912, Émile Flourens, ancien ministre français des Affaires étrangères, dénonça les prémisses de la création de la Société des Nations et de la Cour permanente de justice internationale dans un livre, signalant les influences maçonniques pour créer un gouvernement mondial, une justice mondiale et une religion globale dans un Nouvel ordre mondial d'où le papisme serait exclu. Il émit l'hypothèse que les cercles maçonniques désiraient éliminer le droit à l'autodétermination des peuples pour le remplacer par le droit international. Actuellement, Gary H. Kah considère que la franc-maçonnerie est la force qui organise l'ordre du jour vers le Nouvel ordre mondial doté d'un gouvernement mondial unique.
L'aéroport international de Denver (Denver International Airport, DIA) est mentionné dans plusieurs dizaines de blogs comme étant le lieu d'une conspiration maçonnique due à la présence d'une pierre commémorative maçonnique dans l'aéroport. Celui-ci cacherait entre autres une base souterraine secrète. De plus, ces auteurs conspirationnistes remarquent et critiquent la présence d'une peinture murale qui évoquerait symboliquement un changement d'ère ou le Nouvel ordre mondial ainsi que différentes gargouilles rappelant une sorte de cathédrale,,. Certaines de ces théories peuvent être inspirées par le livre d'Alex Christopher qui traite du thème. L'auteur conspirationniste David Icke écrit dans plusieurs de ses livres qu'une supposée conspiration maçonnique serait organisée par des extraterrestres reptiliens au nombre desquels figureraient George W. Bush, la reine Élisabeth II d'Angleterre et une partie des élites de la communauté juive. Selon lui, de nombreux esclaves humains travailleraient dans les sous-sols de l'aéroport sous le contrôle des reptiliens. L'auteur conspirationniste Leonard Horowitz considère que c'est cette théorie des « extraterrestres juifs reptiliens » de Icke elle-même qui constitue un complot maçonnique destiné à détourner l'attention du public de la véritable conspiration.

## Thèse du complot judéo-maçonnique

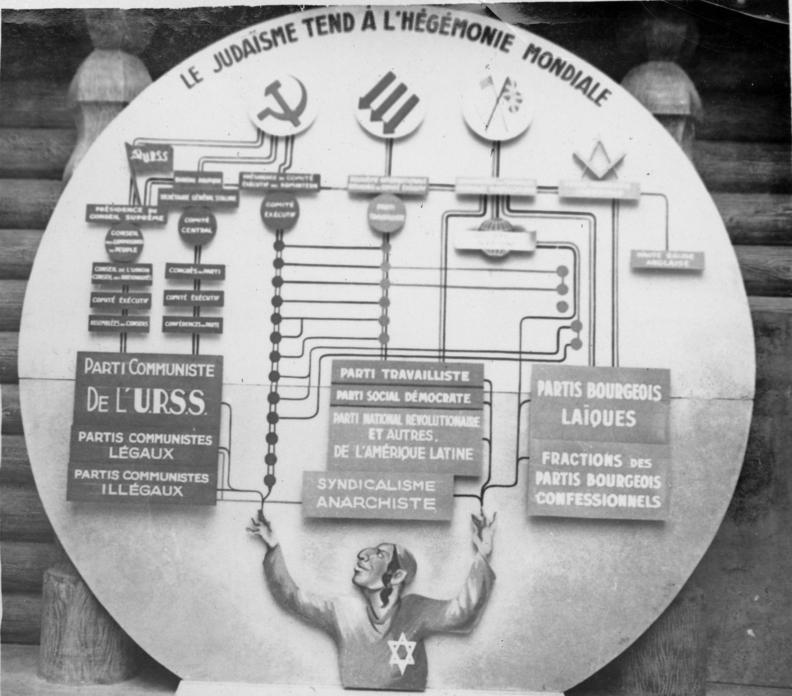
LExposition antibolchevique visait à dénoncer un complot judéo-maçonnico-bolchévique en France occupée par l'Allemagne nazie.

L'expression « complot judéo-maçonnique » est forgée dans le célèbre pamphlet antisémite les Protocoles des Sages de Sion, un faux écrit et popularisé par Mathieu Golovinski et Sergueï Nilus, publié au tournant du XXe siècle. Elle fut reprise dans la propagande du régime nazi et celle du régime de Vichy qui associaient ainsi dans une même expression deux de leurs principes : l'antisémitisme et l'antimaçonnisme.

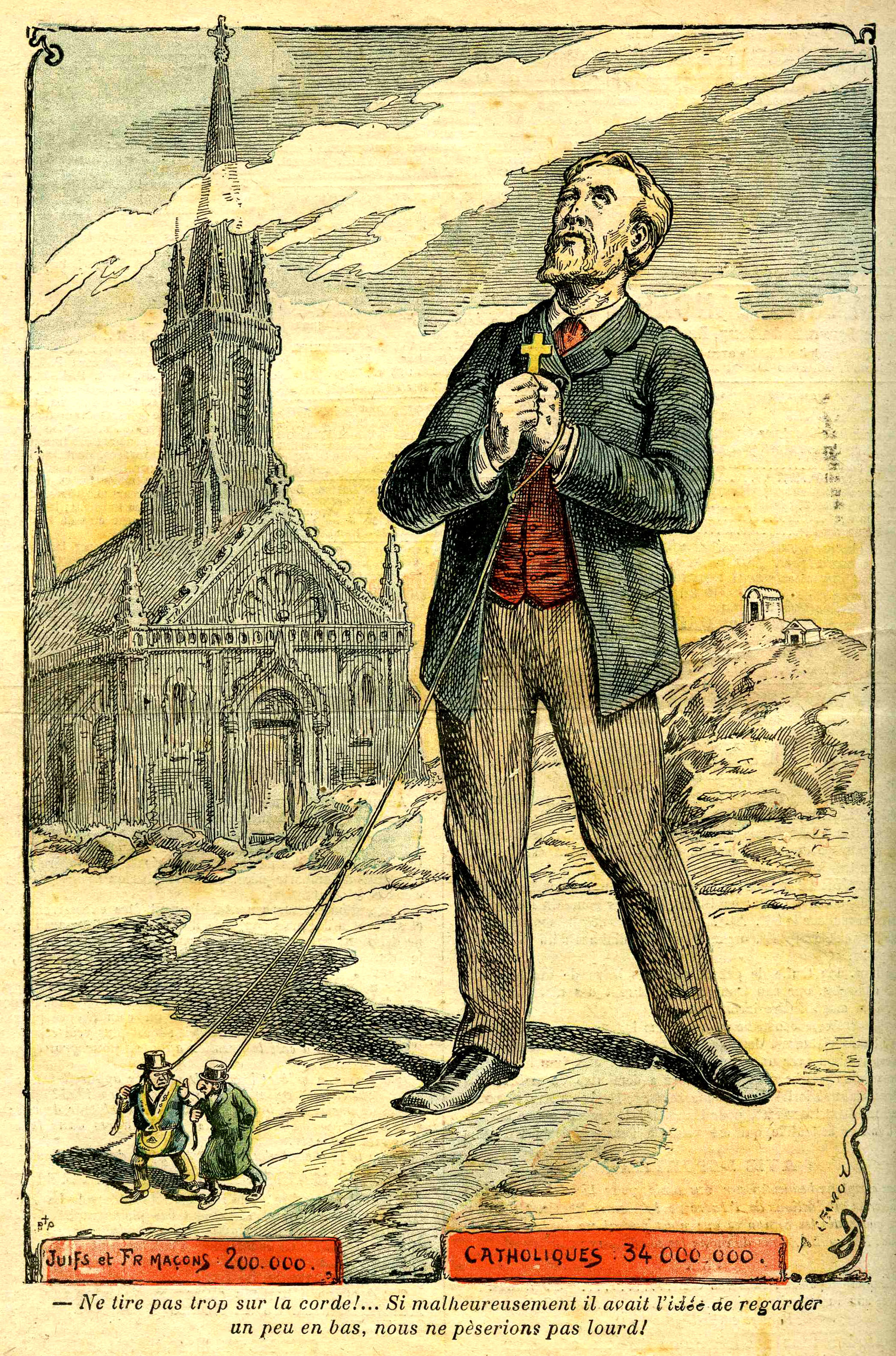
La France catholique menée par les Juifs et les Francs-maçons (Achille Lemot pour Le Pèlerin, n° du 31 août 1902).

Jean-Baptiste Bidegain, dénonciateur de l'affaire des fiches en 1905, a dénoncé ce qu'il voyait comme une collusion judéo-maçonnique sociétale et parlementaire, argumentant que les ambitions de ces deux groupes auraient été communes et affirmant que des candidatures maçonniques à l'Assemblée nationale au début du XXe siècle, dans le contexte politique suivant l'affaire Dreyfus, auraient bénéficié de financements d'origine juive.

## Influences et collusions présumées
Eduard Emil Eckert a émis l'hypothèse que les loges maçonniques se divisaient en deux : les théoriciens dans les hauts grades et les exécutants qui ignorent les objectifs véritables de la maçonnerie dans les grades subalternes. C'est là une opinion semblable à celle de Manly Palmer Hall, qui déclara avoir reçu le 33° degré du rite écossais ancien et accepté à titre honorifique, sans être franc-maçon, et qui affirma que la maçonnerie était composée d'un ordre visible et d'un ordre invisible.
Roger Frey qui fut ministre de l’Intérieur de la France dans les années 1960 affirma qu'en France, 30 000 francs-maçons pouvaient, "en huit jours, à raison de 25 rencontres par semaine, dicter leur mot d'ordre à 750 000 personnes",. A. Ralph Epperson raconta dans un ses livres la subordination maçonnique d'un président des États-Unis, Andrew Johnson, face à Albert Pike, son maître dans les loges.

## Interventions maçonniques secrètes
La question d'une intervention maçonnique secrète dans l'histoire ou les événements politiques s'est posée quand deux parties ou les personnes les représentant, censées s'affronter de manière classique, quel que soit l’enjeu et les moyens à disposition, sont toutes deux membres d'une obédience maçonnique ou quand la majorité d'une partie en opposition avec une autre est composée de membres de loges. Le cas de figure fut revendiqué ou établi dans les cas suivants :

### XVIIIesiècle

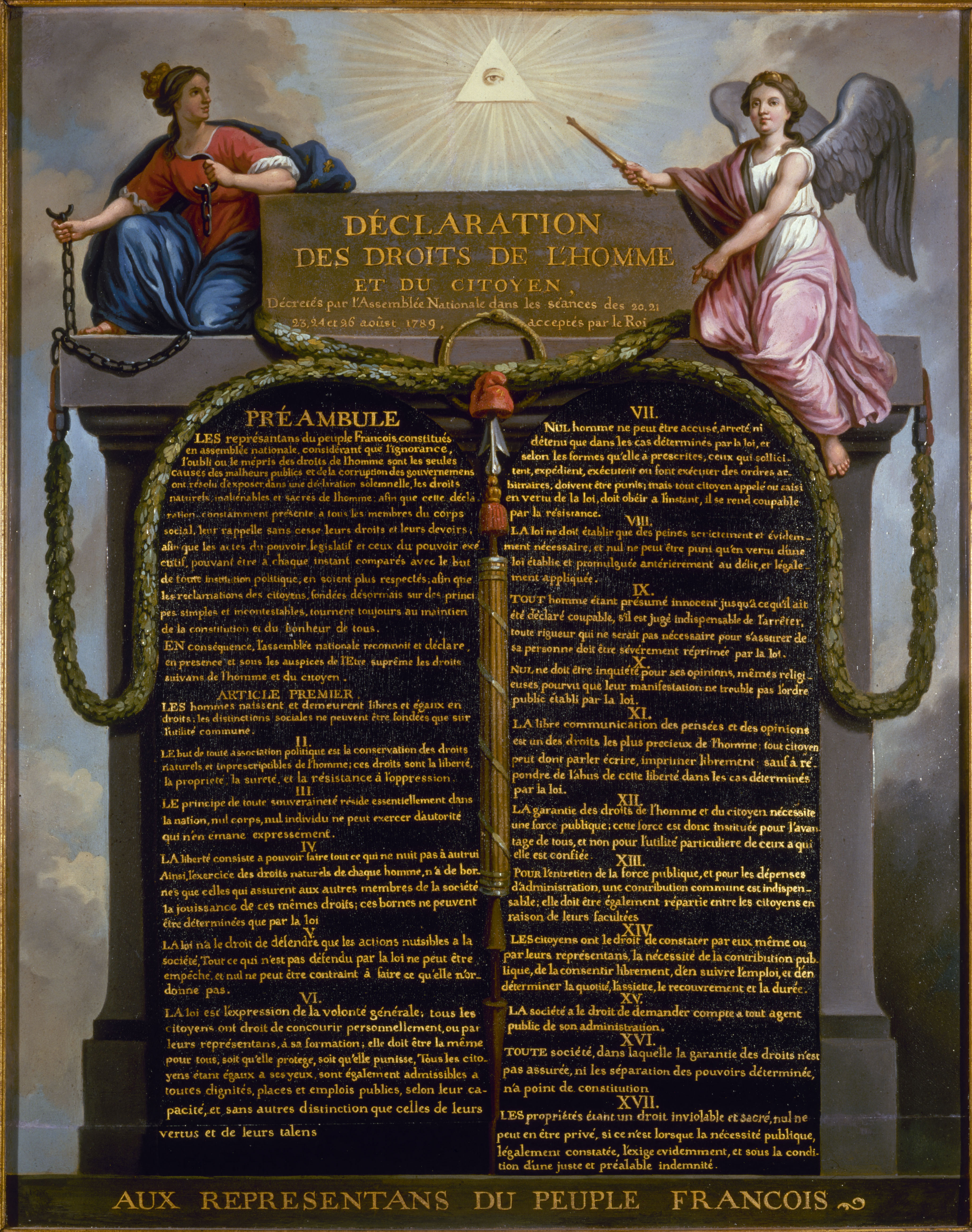
Déclaration des droits de l'homme et du citoyen de 1789 surplombée du symbole de l'œil de la providence.

La bataille des plaines d'Abraham en 1759 dura moins de 30 minutes, sans doute un record quand on sait que le siège de la ville de Québec dura trois mois. Or, il est reconnu que les généraux français Louis-Joseph de Montcalm et anglais James Wolfe, qui moururent tous deux lors de cette bataille, étaient tous deux francs-maçons,. Certains auteurs de blogs conspirationnistes se demandent aujourd'hui si le résultat de la bataille aurait pu être discuté ou arrangé entre frères ou confié à l'arbitrage d'une supposée « plus haute autorité maçonnique ». La franc-maçonnerie américaine a joué un rôle dans le processus d'indépendance américaine, d'une part grâce à l'action individuelle de ses membres et d'autre part grâce aux principes qu'elle affirmait au sein de ses loges et qu'elle diffusait dans la société de son époque. Par contre son action en tant qu'institution ne fut pas homogène, des loges s'étant rangées du côté du pouvoir anglais. L'historien Steven C. Bullock dans son livre paru en 1998 a mis en exergue le lien unissant la franc-maçonnerie et la transformation de l'ordre social américain entre 1730 et 1840, en particulier durant la guerre d'indépendance américaine.
La bataille de Valmy, le 20 septembre 1792, se singularise par le fait qu'il n'y a pratiquement pas eu de combat et les régiments prussiens se sont inclinés sans engager une lutte acharnée[réf. nécessaire]. Le maçon Goethe dira « De ce jour date une ère nouvelle pour l'histoire du monde ! ». Danton et Charles François Dumouriez étant maçons et le duc Charles-Guillaume-Ferdinand de Brunswick, commandant des forces autrichiennes, étant entouré de maçons, à l'image de son oncle Ferdinand de Brunswick-Lunebourg, ancien grand maître de la Stricte Observance, et l'étant sans doute lui-même, l'hypothèse a vu le jour à la suite de l'intervention du frère Choderlos de Laclos, présent sur le site, les frères ont décidé d'un commun accord de ne pas livrer bataille. César Vidal signale des liens entre la maçonnerie et les chefs indépendantistes durant les guerres d'indépendance en Amérique latine, spécialement à Cuba. Lors du complot des décembristes en Russie en 1824, la plupart des conspirateurs sont francs-maçons, la maçonnerie est alors mise hors-la-loi et persécutée.

### XIXesiècle
Après les révolutions de 1848, Eduard Emil Eckert explora l'hypothèse que toutes ces révolutions simultanées n'aient qu'une seule source, les sociétés secrètes et parmi elles la franc-maçonnerie. Lors de la révolution française de 1848, la maçonnerie en tant qu'institution ne joue pas de rôle mais certains maçons républicains ou orléanistes de gauche ont été parmi les organisateurs de la campagne des Banquets qui aboutit à la révolution, malgré tout imprévisible. Le gouvernement provisoire de 1848 de la République comprend 5 maçons dont 3 en activité (Ferdinand Flocon, Adolphe Crémieux, Louis-Antoine Garnier-Pagès) et 2 dit « en sommeil » (Armand Marrast, Jacques Charles Dupont de l'Eure), ainsi que 6 ministres dont 2 en activité (Ferdinand Flocon, Eugène Bethmont) et 4 dit "en sommeil" (Ulysse Trélat (1795-1879), Charles Duclerc, Lazare Hippolyte Carnot, Victor Schœlcher).
En 1863, à la fin de la bataille de Gettysburg que les historiens considèrent comme le tournant de la guerre de Sécession, un assaut mal conçu du général Lee contre les positions nordistes bien retranchées provoqua des pertes très importantes dans les rangs sudistes:
- Attaquants sudistes : environ 13 000 hommes engagés, 2 500 tués, environ 5 000 prisonniers, dont 2 500 blessés.
- Défense nordiste : 5 750 hommes engagés, 2 220 tués ou blessés, 112 disparus.

Ces chiffres sont à rapprocher des pertes de l'ensemble de la bataille :
- Armée nordiste : 5 291 tués, 12 529 blessés et 5 365 disparus.
- Armée confédérée : 19 000 blessés ou tués, 5 425 prisonniers.

Cette erreur, dont le général Lee admit la responsabilité, fut à l'origine de controverses. Toutes sortes de spéculations sur les enjeux de la bataille virent le jour, entretenues par le fait que la franc-maçonnerie fit par la suite de cette bataille un symbole de son unité en dépit des conflits à travers un monument (le Friend to Friend Masonic Memorial) commémorant le soutien apporté à l'issue de la bataille par le frère maçon nordiste, le capitaine Henry H. Bingham, à autre frère maçon, le général sudiste Lewis Addison Armistead, qui était mourant et qui lui transmit ses dernières volontés,. Le général Robert Lee fut également présumé appartenir aux loges mais cette affirmation ne fut jamais prouvée. En revanche l'appartenance maçonnique de l'officier commandant l'un des trois détachements massacrés, le Major General George E. Pickett, est établie.

### XXesiècle
Selon Jack Chaboud, s'il n'y eut jamais de pouvoir maçonnique en France, il y eut de fortes interférences entre loges et vie publique sous la Troisième République française. Alphonse Magniez, ancien capitaine de l'armée française, dénonça un complot maçonnique dans l'élaboration de la Loi de séparation des Églises et de l'État de 1905 dans un essai, Répliques du bon sens aux attaques et objections modernes contre la Religion, publié en 1907. En 1919, Karl Heise, dénonce un complot maçonnique ayant orchestré la Première Guerre mondiale. La même année, l'ancien député au Reichsrat autrichien Friedrich Wichtl fait de même. Lors de la révolution de Février en Russie, le premier premier ministre après la fin du régime tsariste en Russie, Gueorgui Lvov, est franc-maçon, tout comme le gouvernement provisoire de Kerenski en 1917 qui compte 10 ministres francs-maçons sur 11. Ils seront pour la plupart emprisonnés lors de la révolution bolchévique. Selon Henry Coston, l'effondrement du régime de Marcelo Caetano lors de la révolution des Œillets au Portugal en 1974 fut précédée, selon des sources maçonniques françaises extraites du bulletin intérieur de la Grande Loge de France qu'il cite (mais que la Grande Loge de France n'associe pas), par un développement souterrain très intense de la franc-maçonnerie, bien qu'encore illégale. Coston associe ces deux événements. D'autres auteurs ont mis en évidence que la constitution du Portugal était, avec celle de la France, la seule des pays occidentaux à ne pas faire référence à Dieu, désignant une éventuelle influence de la maçonnerie dite adogmatique.
En 1988, la guerre civile menace en Nouvelle-Calédonie. Le premier ministre Michel Rocard envoie alors sur place une délégation composée de Christian Blanc, de monseigneur Paul Guiberteau, de Roger Leray, l'ancien grand maître du Grand Orient de France, du conseiller d’État Jean-Claude Périer, du sous-préfet Pierre Steinmetz et du pasteur Jacques Stewart. Cette mission permet alors au RPCR et au FLNKS de renouer les fils du dialogue et, le 15 juin 1988, en présence du Premier ministre, Jacques Lafleur et Jean-Marie Tjibaou, qui sont tous les deux francs-maçons, acceptent de se rencontrer pour la première fois depuis cinq ans. Des négociations s'ouvrent, qui aboutiront aux accords de Matignon. D'autres sources maçonniques estiment que si l'entourage de Tjjibaou est maçon, il n'y a pas d'évidence pour affirmer qu'il l'est, lui. Selon le livre Les Frères invisibles, Tjibaou était membre de la Grande Loge de France.
La base militante du FLNKS refusant les accords, Tjibaou sera assassiné un an après.

## Accusations de «crimes maçonniques»

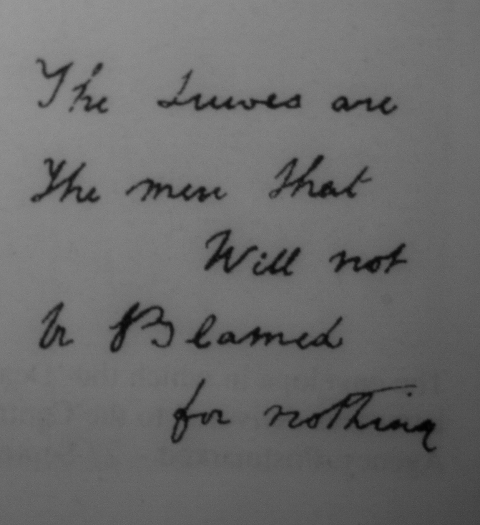
L'inscription trouvée sur le mur de Goulston Street après l'assassinat de Catherine Eddowes (reproduction) par Jack l'Éventreur. Le mot "Juwes" a été rapproché de la franc-maçonnerie par Stephen Knight.

Selon Nicolas Deschamps, prédicateur et polémiste jésuite, le roi Louis XVI fut condamné à mort par un convent maçonnique avant d'être condamné par l'Assemblée nationale. D'autres auteurs ont exploré cette hypothèse, par exemple le romancier Maurice Talmeyr. Selon André Baron, l'assassinat du roi Gustave III de Suède fut commis par des maçons  parce que le roi voulait attaquer la Première République française après l'exécution de Louis XVI. Selon Claudio Jannet, le président équatorien Gabriel García Moreno dans une lettre écrite au pape Pie IX peu avant sa mort en 1875, indiquait que les loges maçonniques des pays voisins conspiraient contre lui. Le dictateur Francisco Franco publia sous le pseudonyme de Jakim Boor le livre Masonería où il accuse la franc-maçonnerie espagnole d'avoir assassiné le général Prim (un maçon) en 1870 et à d'autres politiciens maçons espagnols comme José Canalejas qui mourut après un attentat en 1912, Eduardo López Ochoa, Gerardo Abad Conde, Melquíades Álvarez et Rafael Salazar Alonso en 1936 qui furent, selon lui, exécutés expressément sur l'ordre de la maçonnerie pour se venger de leur rébellion ou leur indépendance. Il accusa également les loges d'être derrière l'assassinat de l'amiral maçon François Darlan en 1942 pour la même raison.
En 1904, après le scandale des fiches, le député français Gabriel Syveton gifla le général maçon et ministre de la guerre Louis André en pleine Assemblée nationale. Selon André Baron, son assassinat, peu après, fut commis sous les ordres de la maçonnerie et exécutée par la « police politique ». En 1912, dans la Revue internationale des sociétés secrètes, le prêtre et journaliste Ernest Jouin affirma que la mort de l'archiduc François-Ferdinand d'Autriche était planifiée par des loge maçonnique lors d'un futur attentat. L'attentat de Sarajevo se produisit en 1914. Par la suite, il laissa entendre que Nedeljko Čabrinović, Radoslaw Casimirović et Milan Ciganović avaient de solides liens avec la franc-maçonnerie. En 1918, fut publié sous le pseudonyme de « professeur Pharos » des prétendues minutes du procès des conspirateurs serbes contre l'archiduc, impliquant la franc-maçonnerie. En 1925, Elizabeth Durham dans son livre The Sarajevo Crime publia ces mêmes prétendues minutes du procès contre les assassins où Gavrilo Princip témoignait que Milan Ciganović « lui avait dit être franc-maçon » et qu'« en une autre occasion il m'avait dit que le prince héritier avait été condamné à mort par une loge maçonnique ». De plus un autre assassin, Nedeljko Čabrinović, témoigna qu'« un des conspirateurs, le major Voja Tankosic, était franc-maçon ». Les minutes finirent par être rendues publiques et s'avérèrent ne pas correspondre à celles que Durham avait repris de Pharos. Le prêtre jésuite Anton Puntigam de Sarajevo, décédé en 1926, fut accusé d'avoir forgé les minutes du procès sous le pseudonyme de « professeur Pharos ». Le lien entre les comploteurs de la société secrète serbe de la Main noire, et la maçonnerie est défendu par l'essayiste John Daniel.
En 1978, le journal espagnol El Imparcial publia le témoignage d'un ex-lieutenant-colonel de l'artillerie et franc-maçon socialiste, Urbano Orad de la Torre, du titre de souverain grand inspecteur général de la grande loge du Grand Orient Espagnol et 33° du rite écossais ancien et accepté, qui déclara avoir assassiné José Calvo Sotelo avec d'autres militaires maçons en 1936. Dans leur livre King-Kill 33°, James Shelby Downard et Michael A. Hoffman exposent la théorie selon laquelle l'assassinat de John F. Kennedy (voir théories sur l'assassinat de Kennedy) relèverait d'un symbolisme maçonnique.
Selon Richard Hoagland, les attentats du 11 septembre auraient été planifiés d'après des considérations astrologiques et numérologiques, soit en tant que prétexte guerrier maçonnique pour attaquer l'Islam dans une rivalité religieuse ou philosophique entre la franc-maçonnerie (en tant qu'héritiers spirituels des templiers) et l'Islam, soit en tant qu'attaque islamique (en tant qu'héritiers spirituels de la secte des Nizârites) démontrant ainsi à ses adversaires maçons leur propre compréhension de leur rites.

## Allégations d'interventions maçonniques

### En urbanisme

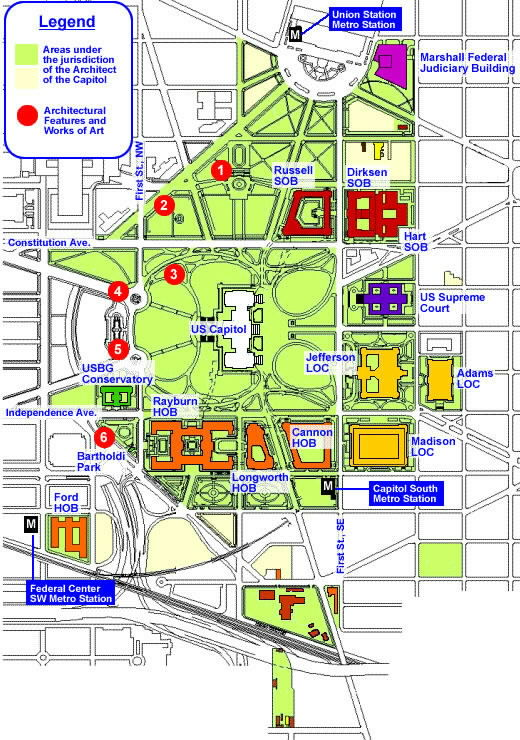
Carte du complexe des terrains du capitole, avec le hibou sur la pyramide formée par les chemins piétonniers dans les jardins des alentours

Vues du ciel, certaines rues de Washington (district de Columbia) dessinent un pentagramme inversé dont une extrémité touche la Maison-Blanche et on distingue un hibou dans les jardins derrière le capitole surplombant une pyramide formée par d'autres rues, ce qui aboutit à diverses théories sur une intervention maçonnique, et mettant en relation maçonnisme, satanisme, et extraterrestres. Notamment par le fait que le hibou soit le symbole du Bohemian Club. Dans une brochure de 1975, John Edward Decker, évangéliste protestant et anti-maçon, dénonce des « tracés maçonniques » dans les rues de Washington, dont un pentagramme.
L'aéroport international de Denver (Denver International Airport, DIA) est mentionné dans plusieurs dizaines de blogs comme étant le lieu d'une conspiration maçonnique due à la présence d'une pierre commémorative maçonnique dans l'aéroport. Celui-ci cacherait entre autres une base souterraine secrète. De plus, ces auteurs conspirationnistes remarquent et critiquent la présence d'une peinture murale qui évoquerait symboliquement un changement d'ère ou le Nouvel ordre mondial ainsi que différentes gargouilles rappelant une sorte de cathédrale,. Ces théories peuvent être inspirées par le livre conspirationniste d'Alex Christopher qui traite du thème.

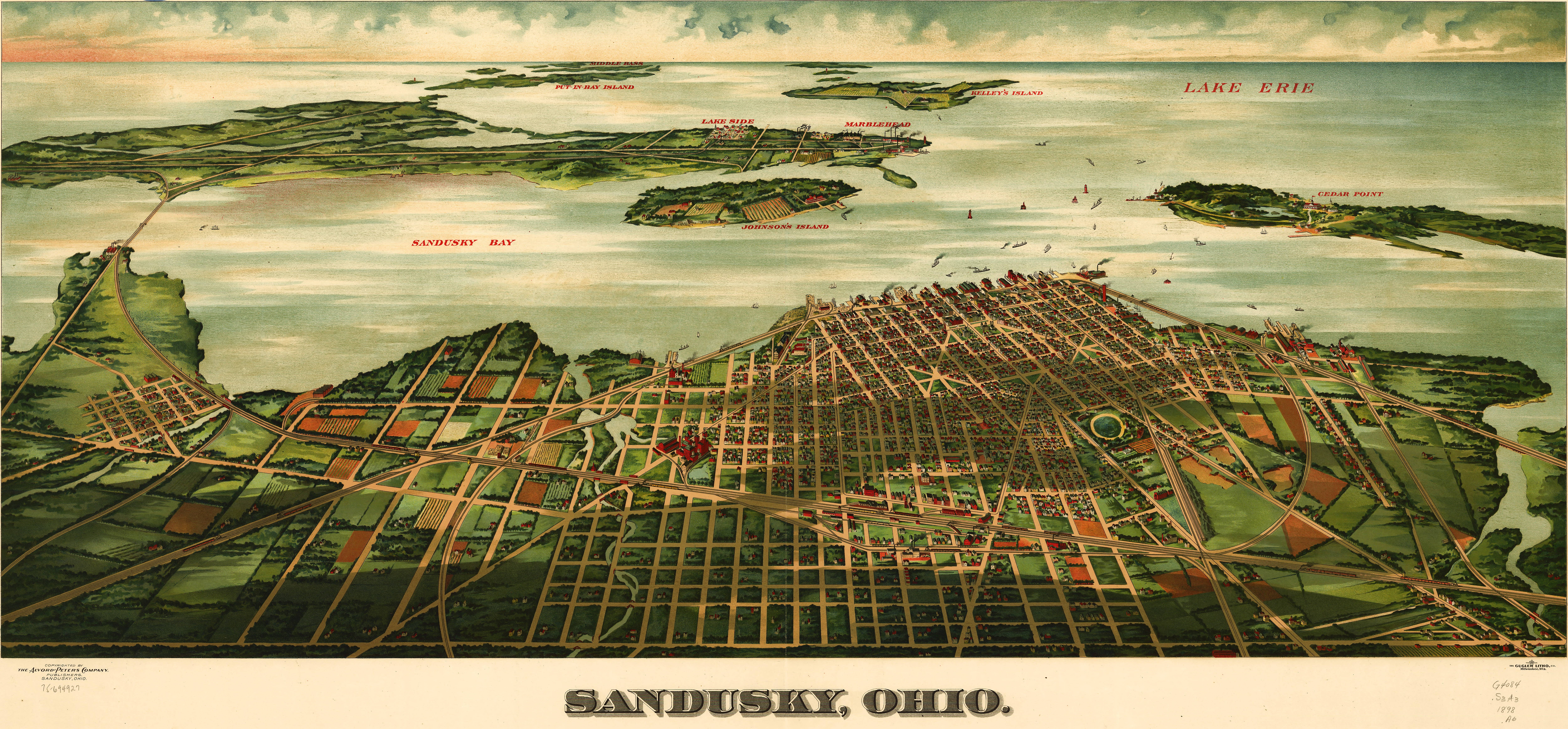
Carte de Sandusky (Ohio) en 1898

La ville de Sandusky dans l'état américain de l'Ohio, comporte des rues en forme d'équerre et de compas, qui ont été mises en relation avec la franc-maçonnerie. Selon l'architecte William Pesson, spécialiste de l'architecture maçonnique, le tracé de ses rues comporte un plan maçonnique, soit une équerre et un compas entrelacés. Downtown Sandusky fut conçue d'après un plan quadrillé connu sous le nom de Kilbourne Plat d'après son concepteur, Hector Kilbourne, qui fut le premier président (Worshipful Master) de la loge maçonnique de Sandusky.
Certains auteurs comme Dominique Setzepfandt qui décrit dans ses livres plusieurs monuments d'inspiration maçonnique dans la ville de Paris, par exemple la pyramide du Louvre, ou encore Paul de Saint-Hilaire et d'Adolphe Cordier relèvent un caractère urbanistique maçonnique en plusieurs endroits de Bruxelles, ces dernieres allégation ayant été réfuté par l'auteur Jean van Win.

### En symbologie et numérologie

Le drapeau des nations unies avec ses 33 segments

Plusieurs auteurs adeptes des théories du complot, comme David Icke, prétendent que certaines entreprises utilisent une symbolique ou une numérologie maçonnique secrète ou discrète dans leur logo. L'emblème des Nations unies et ses 33 segments a été rapproché du nombre de degrés dans le Rite écossais ancien et accepté.

## Culture populaire
- Le film Benjamin Gates et le trésor des Templiers traite de la découverte du trésor - supposé perdu - des Templiers.
- La nouvelle de Matthew Reilly Seven Ancient Wonders.
- La chanson de Marilyn Manson King Kill 33° de l'album Holy Wood (In the Shadow of the Valley of Death) est une référence au livre conspirationniste antimaçonnique de James Shelby Downard et Michael A. Hoffman King-Kill 33°.
- Le jeu de cartes sur les théories du complot Illuminati de Steve Jackson comporte une carte « Fraternité » arborant le compas et l'équerre avec en son centre la lettre G, désignant la Franc-maçonnerie comme potentiellement infiltrée par les Illuminatis.
- Le roman ésotérique Frabato, le magicien de Franz Bardon et d'Oti Votavova, raconte les rituels satanistes et les assassinats rituels fictifs d'une loge maçonnique de la ville de Dresde, l'« Ordre maçonnique de la Centurie d'or », et les actions du mage Frabato pour la contrer.
- Le roman Le Frère de sang de la série de romans du Commissaire Antoine Marcas, policier franc-maçon, d'Éric Giacometti et Jacques Ravenne, raconte les assassinats rituels d'un présumé maçon de haut-grade initié à un « degré maçonnique en relation avec la vengeance ».
- Revelation est un film britannique sorti en 2001 et réalisé par Stuart Urban racontant un complot fomenté par une loge maçonnique templière et visant à s'approprier une relique judéo-chrétienne.
- Le roman d'une dénommée Clotilde Bersone, pouvant être un pseudonyme, L'Élue du dragon, raconte sur un mode autobiographique le parcours en loge maçonnique d'une jeune femme (Clotilde Bersone elle-même) ayant des capacités médiumniques et capable d'invoquer Satan en loge pour le profit de celle-ci et de son amant et haut-gradé de la maçonnerie, le futur président américain James A. Garfield[102].
- Le morceau Illuminazi 666 du rappeur Rockin' Squat contient plusieurs références à la conspiration maçonnique[103].
- Le complot maçonnique fait partie de la trame du roman d'Umberto Eco, Le Cimetière de Prague.
- 2Pac avec son album "Killuminati"